# Stephen Dunne
Pour les articles homonymes, voir Dunne.
Ne pas confondre avec Stephen Dunn  (voir la page d'homonymie).

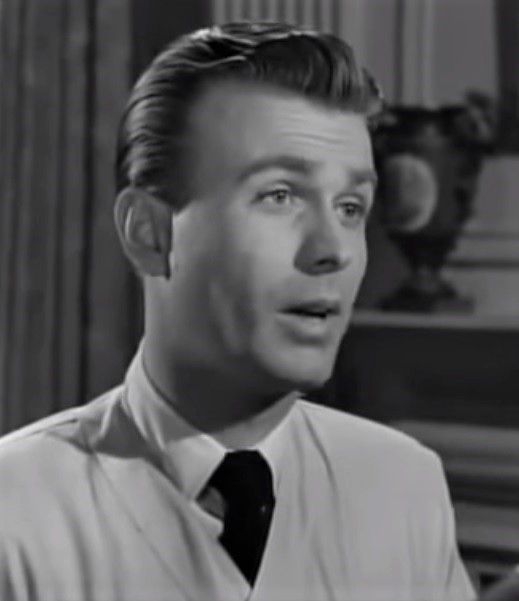
Dans Shock (1946)

Francis Michael Dunne, né le 13 janvier 1918 à Northampton (Massachusetts) et mort le 2 septembre 1977 à Los Angeles (Californie), est un acteur américain, connu comme Stephen Dunne (parfois crédité Michael Dunne ou Steve Dunne).

## Biographie
Au cinéma, Stephen Dunne contribue à trente-et-un films américains, depuis Junior Miss de George Seaton (1945, avec Peggy Ann Garner et Allyn Joslyn) jusqu'à Superdad de Vincent McEveety (1973, avec Bob Crane et Kurt Russell). Entretemps, citons Shock d'Alfred L. Werker (1946, avec Vincent Price et Lynn Bari) , Miss Grain de sel de Lloyd Bacon (1949, avec Lucille Ball et William Holden), Retour avant la nuit de Mervyn LeRoy (1958, avec Jean Simmons et Rhonda Fleming), ou encore Charlie et la Chocolaterie de Mel Stuart (version de 1971, avec Gene Wilder et Jack Albertson). S'ajoute le film britannique Un si noble tueur de Basil Dearden (1952, avec John Mills et Dirk Bogarde).
À la télévision américaine, outre deux téléfilms diffusés en 1971, il apparaît dans trente-trois séries à partir de 1951, dont Alfred Hitchcock présente (quatre épisodes, 1959-1961) et Batman (deux épisodes, 1966). Sa dernière série est Mannix (un épisode, 1973).
Par ailleurs annonceur et acteur de radio, il tient notamment les rôles principaux dans les séries radiophoniques Danger, Dr. Danfield (en) (1946-1947) et The Adventures of Sam Spade (en) (1950-1951).
Stephen Dunne meurt en 1977, à 59 ans.

## Filmographie partielle

### Cinéma
(films américains, sauf mention contraire)
- 1945 : Junior Miss de George Seaton : Oncle Willis Reynolds
- 1945 : Doll Face de Lewis Seiler
- 1946 : Shock d'Alfred L. Werker : Dr Stevens
- 1946 : Colonel Effingham's Raid d'Irving Pichel : Professeur Edward « Ed » Bland
- 1947 : Maman était new-look (Mother Wore Tights) de Walter Lang : Roy Bivins
- 1948 : La Fin d'un tueur (The Dark Past) de Rudolph Maté
- 1949 : Miss Grain de sel (Miss Grant Takes Richmond) de Lloyd Bacon : Ralph Winton
- 1950 : Corruption (The Underworld Story) de Cy Endfield
- 1952 : Un si noble tueur (The Gentle Gunman) de Basil Dearden (film britannique) : Brennan
- 1952 : Le Grand Secret (Above and Beyond) de Melvin Frank et Norman Panama : Major Harry Bratton
- 1957 : Dix mille chambres à coucher (Ten Thousand Bedrooms) de Richard Thorpe : Tom Crandall
- 1958 : I Married a Woman de Hal Kanter
- 1958 : Retour avant la nuit (Home Before Dark) de Mervyn LeRoy : Hamilton Gregory
- 1971 : Charlie et la Chocolaterie (Willy Wonka & the Chocolate Factory) de Mel Stuart : Stanley Kael
- 1973 : Superdad de Vincent McEveety : le contrôleur de la télévision

### Télévision
(séries, sauf mention contraire)
- 1959-1961 : Alfred Hitchcock présente (Alfred Hitchcock Presents)
  - Saison 5, épisode 10 Special Delivery (1959) de Norman Lloyd : Bill Fortnam
  - Saison 6, épisode 11 The Man with Two Faces (1960) de Stuart Rosenberg : Lieutenant Meade
  - Saison 7, épisode 2 Bang! You're Dead (1961 : Rick Sheffield) d'Alfred Hitchcock et épisode 10 Services Rendered (1961 : le jeune homme) de Paul Henreid
- 1963 : Suspicion (The Alfred Hitchcock Hour), saison 1, épisode 16 What Really Happened de Jack Smight : Jack Wentworth
- 1966 : Batman, saison 2, épisode 13 Un crâne d'œuf et des ratons laveurs (An Egg Grows in Gotham) de George Waggner et épisode 14 Provision d'œufs (The Yegg Foes in Gotham) de George Waggner : Tim Tyler
- 1967 : L'Homme de fer (Ironside), saison 1, épisode 10 La Lumière au bout du voyage (Light at the End of the Journey) de Charles S. Dubin : Ted Bartlett
- 1971 : Suddenly Single de Jud Taylor (téléfilm) : Frank
- 1971 : The Death of Me Yet de John Llewellyn Moxey (téléfilm) : George Dickman
- 1973 : The Bold Ones: The New Doctors, saison 4, épisode 16 And OtherSprings I May Not See de Frank Pierson : Wright Steadman
- 1973 : Mannix, saison 7, épisode 10 Les Auroras (Search in the Dark) d'Arnold Laven : Howard Graham

## Radio (sélection)
- 1946-1947 : Danger, Dr. Danfield (en) : Dr Danfield
- 1950-1951 : The Adventures of Sam Spade (en), saison 4 : Sam Spade